# 스티븐 연
스티븐 연(영어: Steven Yeun, 한국 이름: 연상엽, 1983년 12월 21일 ~ )은 미국의 배우로, 한국계 미국인이다. 드라마 《워킹 데드》에서 글렌 리 역을 통해 전 세계적으로 이름을 알렸다. 능숙한 한국어를 구사하며, 봉준호 감독의 《옥자》와 이창동 감독의 《버닝》을 통해 한국 대중들에게 이름을 알렸으며 한국어 연기도 가능함을 보여주였다. 정이삭 감독의 영화 《미나리》에서의 역을 통해 아카데미 남우주연상 후보에 올라 해당 부문에 오른 최초의 아시아계 미국인이 되었다.

## 출신
스티븐 연(한국 이름: 연상엽)은 1983년 12월 21일, 대한민국 서울에서 태어나 한국인 부모 아래에서 자랐다. 아버지는 이민가기 전 한국에서 건축가로 일했다. 연은 5살 때 캐나다 서스캐처원 주 리자이나로 이민을 갔다. 이후 미시간주 트로이로 이주하였고, 기독교 가정에서 자랐다. 이민 후, 그의 부모는 디트로이트에서 두 개의 미용용품 가게를 소유했다. 연은 2005년에 캘러머주 대학에서 신경과학 전공으로 심리학 학사 학위를 받았다. 연은 부모님이 원하는 의사나 변호사 대신 배우가 되길 원했다. 그의 부모는 재능을 펼칠 2년의 시간을 주기로 결정했다. 연은 캘러머에서 클리퍼의 여자 형제를 통해 조던 클리퍼를 만났고, 이후 그를 따라 시카고에 가서 더 세컨드 시티(The Second City)에 들어갔다.

## 경력
연이 연기와 즉흥극에 흥미를 가진 것은 대학 1학년 때, 대학의 즉흥극 그룹인 'Monkapult'를 본 이후였다. 그는 'Monkapult'에 가입하기 위해 오디션을 보았지만 탈락했고 2학년이 되어서야 가입할 수 있었다. 연은 부모님에게 법대나 의대에 진학하는 대신 시카고에 가서 즉흥극 경력을 쌓고 싶다는 말을 했다. 그의 부모님은 이를 탐탁스레 여기지 않았으나, 이후 2년간의 시간을 주며 그를 지원해 주었다. 그는 남동생과 2005년에 시카고 링컨 스퀘어로 이사했다. 대학 졸업 직후, 그는 '스티어 프라이데이 나이트(Stir Friday Night)'란 아시아계 미국인들로 구성된 스케치 코미디 그룹에 들어갔다.
연은 2009년 10월 로스앤젤레스로 이주하기 전에 시카고의 '더 세컨드 시티(The Second City)'에 가입했다. 스티븐 연은 드라마 《빅뱅 이론》 시즌 3에서 조연으로, 《워킹 데드》에서 글렌 리 역을 맡았다.

### 워킹 데드
스티븐 연이 맡은 가장 큰 배역은 원작의 만화책 시리즈를 기반으로 한 AMC 채널의 텔레비전 공포 드라마 《워킹 데드》의 글렌 리 역이다. 글렌은 드라마의 주역 중 하나로, 그의 친구들과 함께 육식성 좀비가 들끓고 좀비보다 더 사악한 인간이 존재하는 잔인하고, 종말론적인 세계에서 살아남기 위해 싸우는 역할이었다. 《워킹 데드》는 세대를 아우른 시청자(18세-49세)의 유래없는 지지를 받으며 시즌 3에서 시즌 6까지 케이블 TV 역사상 최고의 시청률을 기록했다. 시리즈는 전문 텔레비전 비평가에게 대체로 긍정적인 평가를 받았다.

## 사생활
연은 남동생 브라이언 연과 사업 협력자 제임스 석이 운영하는, 코리아타운에 위치한 한국-지중해 퓨전 레스토랑 '더 번 숍(The Bun Shop)'의 투자자다. 연은 한국어를 할 줄 알지만, 유창하게 하진 못한다. 연은 오랜 여자친구이자 전문 사진작가인 조아나 박과 2016년 12월 3일 로스앤젤레스에서 결혼식을 올렸다. 2016년 12월, 연과 그녀가 첫째 아이를 생각하고 있다는 보도가 있었다.
2017년 4월, 첫 아이인 아들 주드가 태어났다.
2019년 4월, 둘째 아이인 딸 루스가 태어났다.

## 출연 작품

### 영화
| 연도 | 제목 원제목                          | 배역           | 정보            |
| ---- | ------------------------------------ | -------------- | --------------- |
| 2009 | 더 카리 파일 The Kari Files          | 칩             | 단편 영화       |
| 2009 | 마이 네임 이즈 제리 My Name Is Jerry | 채즈           |                 |
| 2010 | 카르페 밀레니엄 Carpe Millennium     | 케빈           | 단편 영화       |
| 2010 | 블로우아웃 세일 Blowout Sale         | 고객           | 단편 영화       |
| 2014 | 아이 오리진스 I Origins              | 케니           |                 |
| 2015 | 프랑스 영화처럼 Like a French Film   | 스티브         |                 |
| 2017 | 메이헴 Mayhem                        | 데럭 손더스    |                 |
| 2017 | 옥자 Okja                            | 케이           |                 |
| 2017 | 더 스타 The Star                     | 보 (목소리)    | 애니메이션 영화 |
| 2017 | 추 Chew                              | 톰 추 (목소리) | 애니메이션 영화 |
| 2018 | 쏘리 투 보더 유 Sorry to Bother You  | 스퀴즈         |                 |
| 2018 | 버닝 Burning                         | 벤             |                 |
| 2020 | 미나리 Minari                        | 제이컵 이      |                 |
| 2022 | 놉 Nope                              | 리키 "주프" 박 |                 |
| 2024 | 러브 미 Love Me                      |                |                 |
| 2025 | 미키 17 Mickey 17                    | 티모           |                 |

### 텔레비전
| 연도      | 제목 원제목                                          | 배역               | 정보                                                           |
| --------- | ---------------------------------------------------- | ------------------ | -------------------------------------------------------------- |
| 2010      | 레몬 더 쇼 Lemons the Show                           | 아시안 남자        | 2개의 에피소드에 출연                                          |
| 2010      | 빅뱅 이론 The Big Bang Theory                        | 세바스찬           | 에피소드: "The Staircase Implementation"                       |
| 2010–2016 | 워킹 데드 The Walking Dead                           | 글렌 리            | 66개의 에피소드에 출연                                         |
| 2011      | 특수범죄 전담반 Law & Order: LA                      | 켄 하스이          | 에피소드: "Hayden Tract"                                       |
| 2011      | 웨어하우스 13 Warehouse 13                           | 깁슨 라이스        | 에피소드: "Don't Hate the Player"                              |
| 2012      | 국립테러리즘기동대 NTSF:SD:SUV::                     | 릭키 미커          | 에피소드: "16 Hop Street"                                      |
| 2012      | 보기보다 힘들어 Harder Than it Looks                 | 스티븐             | 에피소드: "Lockdown"                                           |
| 2013      | 코라의 전설 The Legend of Korra                      | 아바타 완 (목소리) | 3개의 에피소드에 출연                                          |
| 2013      | Filthy Sexy Teen$                                    | 마틴               | 파일럿                                                         |
| 2014      | 드렁크 히스토리 Drunk History                        | 대니얼 이노우에    | 에피소드: Daniel Inouye's Heroic Moment                        |
| 2014      | 아메리칸 대드! American Dad!                         | 찰스 (목소리)      | 에피소드: "Blagsnarst, a Love Story"                           |
| 2014      | 코미디 뱅! 뱅! Comedy Bang! Bang!                    | 본인               | 에피소드: "Steven Yeun Wears Rolled Up Black Jeans & No Socks" |
| 2016      | 코난 Conan                                           | 본인               | 에피소드: "Conan Does Korea"                                   |
| 2016–현재 | 볼트론: 전설 속의 수호자 Voltron: Legendary Defender | 키스 (목소리)      | 11개 에피소드                                                  |
| 2017      | Bajillion Dollar Propertie$                          | 에릭               | 에피소드: "Disaster Drills"                                    |
| 2017      | Stretch Armonstrong and the Flex Fighters            | (목소리)           | 넷플릭스 시리즈                                                |
| 2018      | 파이널 스페이스 Final Space                          |                    |                                                                |

### 게임
| 연도 | 제목 원제목                      | 배역                       |
| ---- | -------------------------------- | -------------------------- |
| 2007 | 크라이시스 Crysis                | 조선인민군 병사 2 (목소리) |
| 2008 | 크라이시스 워헤드 Crysis Warhead | 조선인민군 병사 2 (목소리) |

### 한국 텔레비전 프로그램
| 연도 | 방송사 | 제목              | 배역   | 비고                    |
| ---- | ------ | ----------------- | ------ | ----------------------- |
| 2017 | JTBC   | 비정상회담        | 게스트 | 2017년 6월 26일 방송분. |
| 2017 | KBS2   | 슈퍼맨이 돌아왔다 | 게스트 | 2017년 8월 20일 방송분. |

### 뮤직 비디오
| 년도 | (곡)제목 | 가수                                    |
| ---- | -------- | --------------------------------------- |
| 2016 | "Fire"   | 박진영 (feat. 코난 오브라이언 & 박지민) |

## 수상 및 후보
| 연도 | 시상식               | 부분                         | 작품      | 결과 | 출처   |
| ---- | -------------------- | ---------------------------- | --------- | ---- | ------ |
| 2011 | 새턴상               | 텔레비전 최우수 남우조연상   | 워킹 데드 | 후보 | [ 21 ] |
| 2012 | 새틀라이트상         | 텔레비전부분 최우수 앙상블상 | 워킹 데드 | 수상 | [ 22 ] |
| 2018 | 제27회 부일영화상    | 남우조연상                   | 버닝      | 후보 |        |
| 2018 | 제55회 대종상        | 남우조연상                   | 버닝      | 후보 |        |
| 2018 | 제39회 청룡영화상    | 남우조연상                   | 버닝      | 후보 |        |
| 2018 | 시카고 비평가 협회상 | 남우조연상                   | 버닝      | 후보 | [ 23 ] |
| 2018 | 토론토 비평가 협회상 | 남우조연상                   | 버닝      | 수상 | [ 24 ] |
| 2018 | LA 비평가 협회상     | 남우조연상                   | 버닝      | 수상 | [ 25 ] |
| 2018 | 시애틀 비평가 협회상 | 남우조연상                   | 버닝      | 후보 | [ 26 ] |
| 2018 | 벤쿠버 비평가 협회상 | 남우조연상                   | 버닝      | 후보 | [ 27 ] |
| 2018 | 보스턴 비평가 협회상 | 남우조연상                   | 버닝      | 후보 |        |
| 2018 | 시카고 비평가 협회상 | 남우조연상                   | 버닝      | 후보 |        |
| 2019 | 제24회 춘사영화제    | 남우조연상                   | 버닝      | 수상 |        |